# Crawfordsville, Indiana
Crawfordsville är en stad ("city") i den amerikanska delstaten Indiana med en yta av 21,7 km² och en folkmängd, som uppgår till 15 243 invånare (2000). Crawfordsville är administrativ huvudort i Montgomery County, Indiana.

## Kända personer från Crawfordsville
- John B. Allen, politiker
- John L. Wilson, politiker och publicist